# یواس‌اس دکالب (آی‌دی-۳۰۱۰)
یواس‌اس دکالب (آی‌دی-۳۰۱۰) (به انگلیسی: USS DeKalb (ID-3010)) یک کشتی بود که طول آن ۵۰۶ فوت ۶ اینچ (۱۵۴٫۳۸ متر) بود. این کشتی در سال ۱۹۰۴ ساخته شد.